# Gion Fadri Chande
Gion Fadri Chande (* 3. Mai 1998 in Chur) ist ein mosambikanisch-schweizerischer Fussballtorhüter, der momentan beim FC Wil unter Vertrag steht.

## Karriere

### Vereine
Chande begann seine fussballerische Laufbahn beim FC Thusis/Cazis und spielte anschliessend während knapp zwei Jahren für das Team Graubünden, eine regionale Auswahlmannschaft im Kanton Graubünden. Anfang 2010 wechselte er in die Jugend des FC St. Gallen. Im Jahr 2013 gelang Chande der Transfer zum FC Basel, wo er ab der U-16 sämtliche Nachwuchsmannschaften durchlief.
In der Saison 2016/17 wurde er für die Hinrunde an den Super-League-Konkurrenten FC Vaduz ausgeliehen, wo er im Alter von 18 Jahren am 8. Spieltag im Spiel gegen den BSC Young Boys zum ersten Mal im Kader fungierte. In der Rückrunde spielte er leihweise für den Grasshopper Club Zürich. Bei beiden Vereinen stand er als dritter Torhüter im Kader der ersten Mannschaft.
Nach der Leihe kehrte Chande zum FC Basel zurück. In der Saison 2017/18 verletzte sich Germano Vailati, der etatmässige dritte Torhüter, sodass Chande sowohl in der Super League als auch in der UEFA Champions League seine Position hinter Tomas Vaclik und Mirko Salvi übernahm.
Über den FC Wil wechselte er schliesslich auf die Saison 2019/20 zum FC Vaduz. In dieser Saison gelang dem FC Vaduz der Aufstieg in die Super League. In der nächsten Saison folgte der direkte Wiederabstieg. Chande verlängerte seinen Vertrag beim FC Vaduz im Februar 2021 um zwei weitere Jahre. Am 19. Dezember 2021 gab er beim 3:2-Sieg gegen den FC Winterthur sein Debüt in der Challenge League, als er in der 23. Minute für Benjamin Büchel eingewechselt wurde.
Im Sommer 2023 lief sein Vertrag bei Vaduz aus. Im Februar 2024 wurde Chande vom FC Wil verpflichtet. Er sollte hinter Abdullah Laidani das Torhütergespann des FC Wil komplettieren, nachdem der bisherige Stammtorhüter Nicholas Ammeter den Verein verlassen hatte. Ralf Streule vom St. Galler Tagblatt nannte Chande einen "erfahrenden Bündner". Im Mai 2024 debütierte er beim Spiel gegen Aarau. Sein bis im Sommer 2024 laufender Vertrag wurde nicht verlängert. Er absolvierte zwei Pflichtspiele für die Wiler.

### Nationalmannschaften
Chande durchlief von der U-15 bis U-20 sämtliche Jugend-Nationalmannschaften der Schweiz und absolvierte dabei 15 Länderspiele. Im März 2023 debütierte Chande in der Mosambikanische Fussballnationalmannschaft.

## Erfolge
- Liechtensteiner Cup: 2022

## Auszeichnungen
- Bündner Verbandssportpreis: 2015[14]